# NO PLAN (アルバム)
『NO PLAN』（ノー・プラン）は、NO PLANの1枚目のオリジナルアルバム。

## 概要
- バラエティ番組「内村プロデュース」から誕生したユニット、「NO PLAN」のデビュー・アルバム。

## 収録曲
1. We are NO PLAN
作詞：内村光良とゆかいな仲間達&横山剣、作曲：横山剣、編曲：CRAZY KEN BAND＋横山剣
メンバー紹介の歌。レッド吉田（TIM）のみ、紹介されていない。
2. 楽屋王
楽屋王とはレッドのこと。楽屋での会話を収録。メンバーはNO PLAN以外に有吉弘行（当時猿岩石）もいた。
3. 内P"COCO JAPAN"Remix
レッドのギャグ「パン、パン、ここジャパーン!」を元にした楽曲。ふかわりょうが演奏、プロデュース。
4. その時、本当は…。①
ふかわの心の声的語り。
5. 訳の分からないスポーツ実況
三村マサカズ（さまぁ〜ず）と内村光良（ウッチャンナンチャン）による、ルール不明のスポーツ実況。
6. 内P軍団のテーマ
作詞：東映二、替え歌詞：内村光良とゆかいな仲間達、作曲：菊池俊輔、編曲：岩本正樹
バビル2世の替え歌。
7. 出現!存在感のない怪獣
大竹一樹（さまぁ〜ず）による実況。
8. 今、思うコト。①
内村の語り。
9. 前略、露天風呂の上より〜芸人魂の詩〜
作詞：内村光良とゆかいな仲間達&藤巻浩、作曲：藤巻浩、編曲：藤巻浩
一世風靡セピアの「前略、道の上より」風の歌。
10. 今、思うコト。②
大竹の語り。
11. 内村自宅実況中継〜小さいテレビは存在するか?!〜
内村宅のテレビが実際に小さいのか実況。メンバーは内村、三村、大竹、有田哲平（くりぃむしちゅー）。
12. Comedians' Life〜one week〜
作詞：内村光良とゆかいな仲間達、編曲：森俊也
一週間の替え歌。
13. その時、本当は…。②
大竹の心の声的語り
14. F1緑町グランプリ
内村によるレース実況。
15. ひとりぼっちのジングルベル
作詞：ふかわりょう、作曲：J.Pierpont、編曲：加納直喜（HEAVY HITTER）
ジングルベルの替え歌。かなりアップテンポなアレンジ。
16. 今、思うコト。③
三村の語り。
17. その時、本当は…。③
内村の心の声的語り。
18. 日本全国打ち上げ音頭
作詞：内村光良とゆかいな仲間達&藤巻浩、作曲：藤巻浩、編曲：藤巻浩
19. 内村秋好
内村の父・秋好の語り。
20. 志なかば
作詞：阿木燿子、作曲：宇崎竜童、編曲：松下誠
21. 助っ人野郎のテーマ（bonus track）
作詞：内村光良とゆかいな仲間達、作曲：内村光良とゆかいな仲間達、編曲：ふかわりょう
一部汽車ぽっぽを使用。

## 演奏
We are NO PLAN
- 横山剣：プロデュース、アレンジ
- CRAZY KEN BAND：アレンジ
- 廣石恵一：ドラムス
- 小野瀬雅生：ギター
- 洞口信也：ベース
- 中西圭一（Trio the Dog Horns）：サックス
- 河合わかば（Trio the Dog Horns）：トロンボーン
- 澤野博敬（Trio the Dog Horns）：トランペット
- 高橋利光：フェンダー・ローズ
- 菅原愛子、スモーキー・テツ二：コーラス

内P “COCO JAPAN” Remix
- ふかわりょう：プロデュース＆演奏
- 野崎貴朗：マニピュレーション

内P軍団のテーマ
- 岩本正樹：アレンジ＆演奏

前略、露天風呂の上より ～芸人魂の詩～
- 藤巻浩：プロデュース＆演奏
- 鈴木英俊：ギター

Comedian's Life ～one week～
- 森俊也 from ROCKING TIME：プロデュース＆演奏
- 西内徹：サックス
- 近藤タクミ：トランペット
- 井上昇：トロンボーン

ひとりぼっちのジングルベル
- 加納直喜：プロデュース、ミックス
- HEAVY HITTER：演奏

日本全国打ち上げ音頭
- 藤巻浩：プロデュース＆演奏
- 鈴木英俊：ギター

志なかば
- 松下誠：アレンジ＆演奏
- 中西康晴：ピアノ

助っ人野郎のテーマ
- ふかわりょう：アレンジ＆演奏

内村秋好
- ふかわりょう：ピアノ
- BGM：『威風堂々』

今、思うこと。
- 国分友里恵：ボーカル（BGM：『アヴェ・マリア』、『乙女の祈り』、『カルメン第3幕での間奏曲』）
- 岩本正樹：ピアノ（BGM：『アヴェ・マリア』、『乙女の祈り』、『カルメン第3幕での間奏曲』）
- 田中佳子：フルート（BGM：『カルメン第3幕での間奏曲』）